# 伊罗曼加龙属
伊罗曼加龙（属名：Eromangasaurus）是薄板龙科已灭绝的一个属，来自澳大利亚昆士兰省北部。

## 描述
伊罗曼加龙是种大型薄板龙科，估计长7（23英尺）、重1—2公噸（1.1—2.2短噸）。其仅所知于正模标本QM F11050，为接近完整但严重压碎的颅骨及下颌骨。标本收集于马斯韦尔顿伊罗曼加盆地的图勒布克组，该地层可追溯至大约1.03亿年前的早白垩世阿尔布阶。斯文·萨克斯提及了一些与正模标本来自相同地区的归入材料，包括QM F12216-19——一节前段颈椎——及QM F12217&2——关节连接的后段颈椎。

## 发现

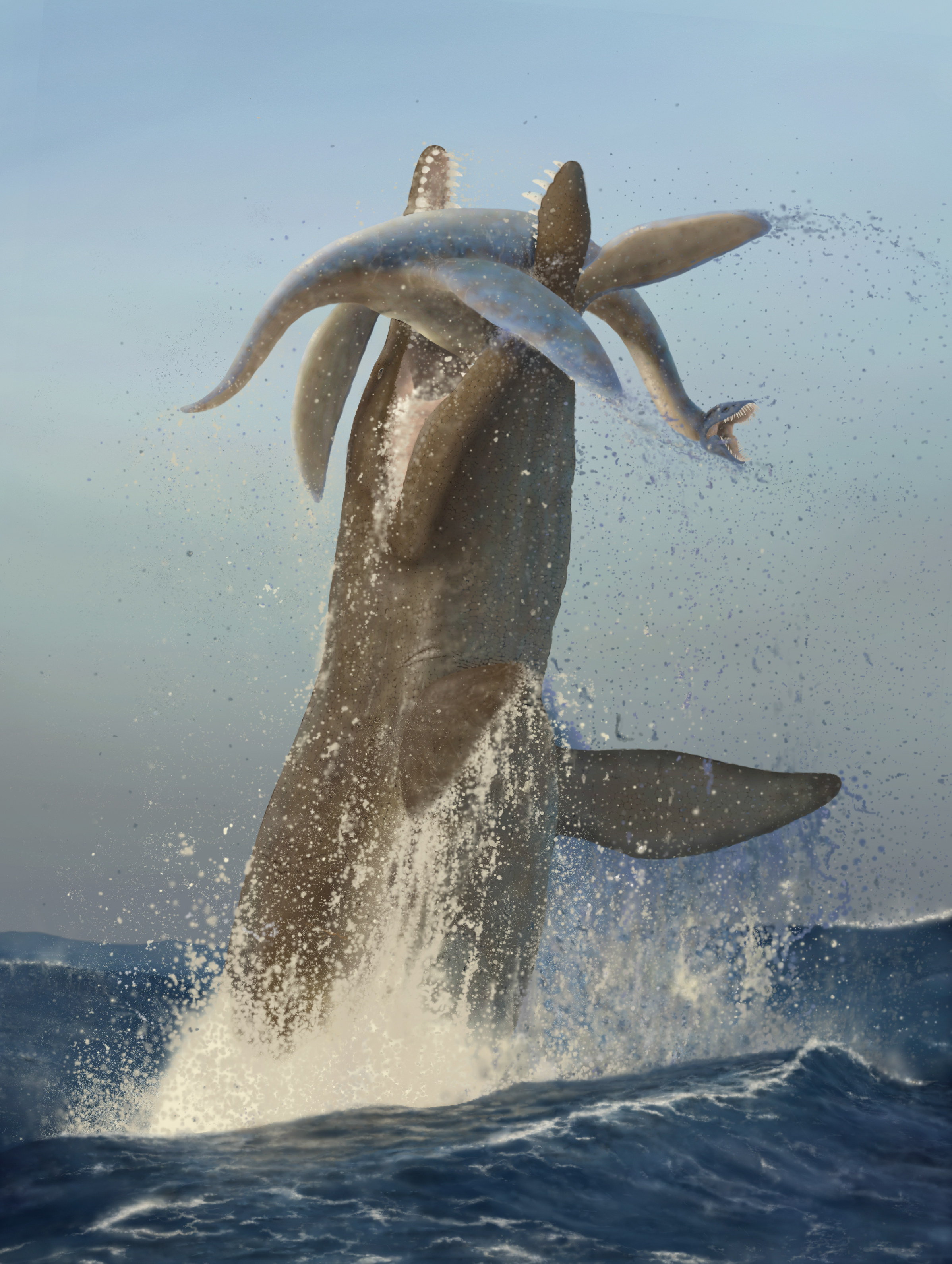
克柔龙捕食伊罗曼加龙的复原图

伊罗曼加龙由本杰明·基尔（Benjamin P. Kear）于2005年首次命名，模式种是澳洲伊罗曼加龙（Eromangasaurus australis）。基尔原将QM F11050命名为嵴颌伊罗曼加龙（Eromangasaurus carinognathus）。然而斯文·萨克斯（Sven Sachs）已于同年早些时候根据相同标本及归入材料命名了远古龙第二个种澳洲远古龙（Tuarangisaurus australis）。
此名名义上优先于嵴颌伊罗曼加龙，故后者应为前者的次异名。基尔对正模标本的后期研究指出该物种与远古龙模式种间存在足够多的差异以独立建属。故伊罗曼加龙是新组合澳洲伊罗曼加龙的唯一有效学名。此名现已被承认为QM F11050之正确名称。
属名取自发现正模的伊罗曼加盆地及希腊语saurus（蜥蜴），种名命名自澳大利亚。